# Narkorekreacijski turizam
Rekreacijski narkoturizam (eng. Recreational drug tourism) je putovanje u svrhu nabave ili korištenja droga za rekreacijsku upotrebu koje su nedostupne, ilegalne ili vrlo skupe u jurisdikciji vlastite države. Narko-turist može prijeći državnu granicu kako bi nabavio drogu koja se ne prodaje odnosno ilegalna je u njegovoj domovini ili kako bi je priskrbio, a koja je dostupnija u posjećenoj destinaciji. Narko-turist također može prijeći sub-nacionalnu granicu (iz jedne pokrajine, okruga ili države u drugu) kako bi učinio isto, isto kao u kanabis turizmu, ili kako bi lakše kupio alkohol ili duhan, ili po nižoj cijeni zbog poreznih zakona ili drugih regulacija.
Empirijske studije pokazuju da je narkoturizam heterogenog karaktera i može uključivati ili potragu za emocijom užitka i bijeg od stvarnosti ili potragu za produbljenijim i smislenijim iskustvima kroz konzumaciju droga.
Narkoturizam sadrži mnoge pravne implikacije, a osobe koje se njime bave ponekad riskiraju kazneni progon za krijumčarenje droga ili druge optužbe povezane s drogom u svojoj matičnoj jurisdikciji ili u jurisdikciji koju posjećuju, i isto tako ako odluče donijeti svoje narudžbe kući umjesto da ih iskoriste u inozemstvu. Putovanje u svrhu kupnje ili konzumiranja droga je samo po sebi kazneno djelo u nekim jurisdikcijama.
Uz sav ostali turizam koji se zbiva, zbog pandemije COVID-19 privremeno je usporen (ili ponegdje zaustavljen) i narkoturizam.

## Prema zemlji/regiji

### Indija
Malana, u Indiji je poznata po proizvodnji indijskog hašiša ili tzv. Malana kreme, koja je privlačna stranim turistima. Indijske ljekarne također prodaju mnoge generičke lijekove po cijenama daleko nižim nego u SAD-u.

### Afrika
U nekim mjestima sjevernog Maroka kao što je Chaouen kanabis se sadi za proizvodnju hašiša. Postoji velika potražnja od strane nekih europskih i američkih potrošače zbog niske cijene.

### Europa
U Europi je Nizozemska popularna destinacija za narko-turiste, a posebice Amsterdam, zbog liberalnijeg stava nizozemskog naroda prema konzumaciji i posjedovanju kanabisa. Narkoturizam cvjeta jer se zakonodavstvo koje kontrolira prodaju, posjedovanje i korištenje droga dramatično razlikuje od jedne jurisdikcije do druge.
U svibnju 2011., nizozemska vlada je donijela odluka i objavila da će turistima biti zabranjen ulazak u nizozemske kafiće, koji stupa na snagu  na kraju 2011. u južnim pokrajinama, i ostatku zemlje do 2012., iako to nikada nije formalizirano u zakon, tako su  i kafići diljem Nizozemske i dalje ostaju otvoreni za turiste od početka svibnja 2016. 25.11. 2014. dvoje britanskih turista u dobi od 20 i 21 godine umrlo je u hotelskoj sobi u Amsterdamu nakon što su ušmrkali bijeli heroin koji im je ulični diler preprodao pod navodom da je to kokain. Tijela su pronađena u manje od mjesec dana, nakon što je još jedan britanski turist preminuo u sličnim okolnostima. Također, najmanje je nakon toga 17 drugih moralo potražiti medicinsku pomoć nakon uzimanja bijelog heroina.

### Sjeverna Amerika
Narkoturizam se u Sjedinjenim Američkim Državama sagledava kroz više perspektiva. Amerikanci između 18 i 21 godine mogu prijeći granicu s Kanadom ili Meksikom kako bi legalno kupili alkohol. S druge strane se dešava ista situacija ali sagledana kroz drugačiju perspektivu, mnogi Kanađani putuju u Sjedinjene Američke Države kako bi kupili alkohol po nižim cijenama zbog visokih poreza na alkohol u Kanadi. Amerikanci koji žive u "suhim okruzima" (eng. dry counties) također često prelaze među-državne ili granicu same države kako bi kupili alkohol. Zbog činjenice da je kanabis sada legalan u Kanadi, Amerikanci mogu prijeći granicu kako bi ga legalno kupili.
Mnogi Amerikanci isto tako prelaze državne granice kako bi kupili cigarete, prelazeći iz jurisdikcije koja ima velike poreze na cigarete u jurisdikciju (kao što je neka druga država ili područje indijanskog naroda) s nižim porezima na cigarete. To se posebno događa u sjeveroistočnim Sjedinjenim Američkim Državama, gdje države ubiru jedan od najviših poreza na duhan u zemlji.

#### Kanada,
Od listopada 2018., konzumacija i posjedovanje kanabisa u limitiranim količinama legalna je u Kanadi.

#### Sjedinjene Američke Države
Od legalizacije kanabisa u Aljaski, Arizoni, Kaliforniji, Connecticutu, Coloradu, Illinoisu, Maineu, Massachusettsu, Michiganu, Nevadi, Oregonu, Vermontu, državi Washington i Washington DC, turisti kojima je motiv konzumacija droga, putuju iz država i zemalja u kojima je kanabis ilegalan do tih država u kojima je kanabis legalan kako bi kupili i konzumirali kanabis i proizvode od kanabisa. 

#### Meksiko
Prodaja i posjedovanje psilocina i psilocibina zabranjeni su saveznim zdravstvenim zakonom koji stupa na snagu 1984. Međutim, ova se zabrana uglavnom ne provodi protiv domicilnih potrošača psilocibinskih gljiva. Kao rezultat toga, gradovi Huautla de Jiménez i San José del Pacífico (oba se nalaze u južnoj državi Oaxaca), postali su poznati po svojoj asocijaciji s čarobnim gljivama i konstituiraju sigurno utočište čak i za ne domicilne potrošače.

### Južna Amerika
U Južnoj Americi neke turiste privlače sela u slijevu rijeke Amazone kako bi se isprobao lokalni religijski sakrament zvan ayahuasca, mješavinu psihodeličnih biljaka koje se koriste u tradicionalnim ceremonijama. Isto tako, turisti u Peruu isprobavaju halucinogeni kaktus San Pedro kojega su izvorno konzumirala lokalna plemena.

#### Kolumbija
Reputacija Kolumbije kao svjetske prijestolnice kokaina privukla je turiste, na nezadovoljstvo domicilnog stanovništva. U Medellínu se u početku mala industrija razvila oko mjesta povezanih s Pablom Escobarom. Obični dileri droge također profitiraju od kokaina, kojega posjetiteljima prodaju po cijenama mnogo nižim nego u svojim domovinama. U dijelovima zemlje postoje i ture "napravite vlastiti kokain" (eng. make "make your own cocaine"); međutim oni su vrlo nezakonite.

### Oceanija
U Australiji, australski glavni teritorij i Južna Australija imaju liberalniji pristup upotrebi kanabisa, promičući međudržavni narko-turizam, posebno države poput Victorije i Novog Južnog Walesa, isto tako, neka područja sjevernog Novog Južnog Walesa imaju podosta liberalnu rekreacijsku kulturu konzumacije droga, osobito područja oko Nimbina, gdje se održava godišnji festival MardiGrass. Diskretni lokalni vodiči također mogu biti izvor biljaka.